# جمالا (مدينة)

## اقتحام وسقوط
أثناء الأقتحام الأول للمدينة سحقت القوات الرومانية كل من قاومهم من جنود ومدنيين، ولكن القوات الرومانية لم تستطع استخدام الكفاءة العددية والعسكرية لديهم في الشوارع الضيقة والازقة في جمالا، ولذلك قُتلوا على يد اليهود الذين كانوا في أماكن أعلى من الرومان. قال جوزيف: اثناء التدافع، سعت الصفوف الأمامية للأنسحاب من النار، قفزوا على اسطح المنازل الضيقة التي اندلعت فيها النيران وانهارت في نهاية الأمر وقتلت كل من كان عليها أو كان بداخلها. هربت القوات الرومانية في خلال أيام قليلة ونجحت في تدمير البرج الدائرى.
قبل بداية الفجر تسلل ثلاث جنود من الفيلق الخامس عشر إلى أعلى برج، البرج الموجود في الجهة المعاكسة للمخيم الرومانى وقاموا بتدميره بسهولة، وحدث كل ذلك ولم يظهروا داخل البرج ولم يلاحظ حراس البرج شئ، زحزح الجنود خمس حجارة ضخمة في صمت وقفزوا بسرعة ومن ثم انهار البرج وصدر صوت مفزع.
جوزيفوس. الحرب اليهودية

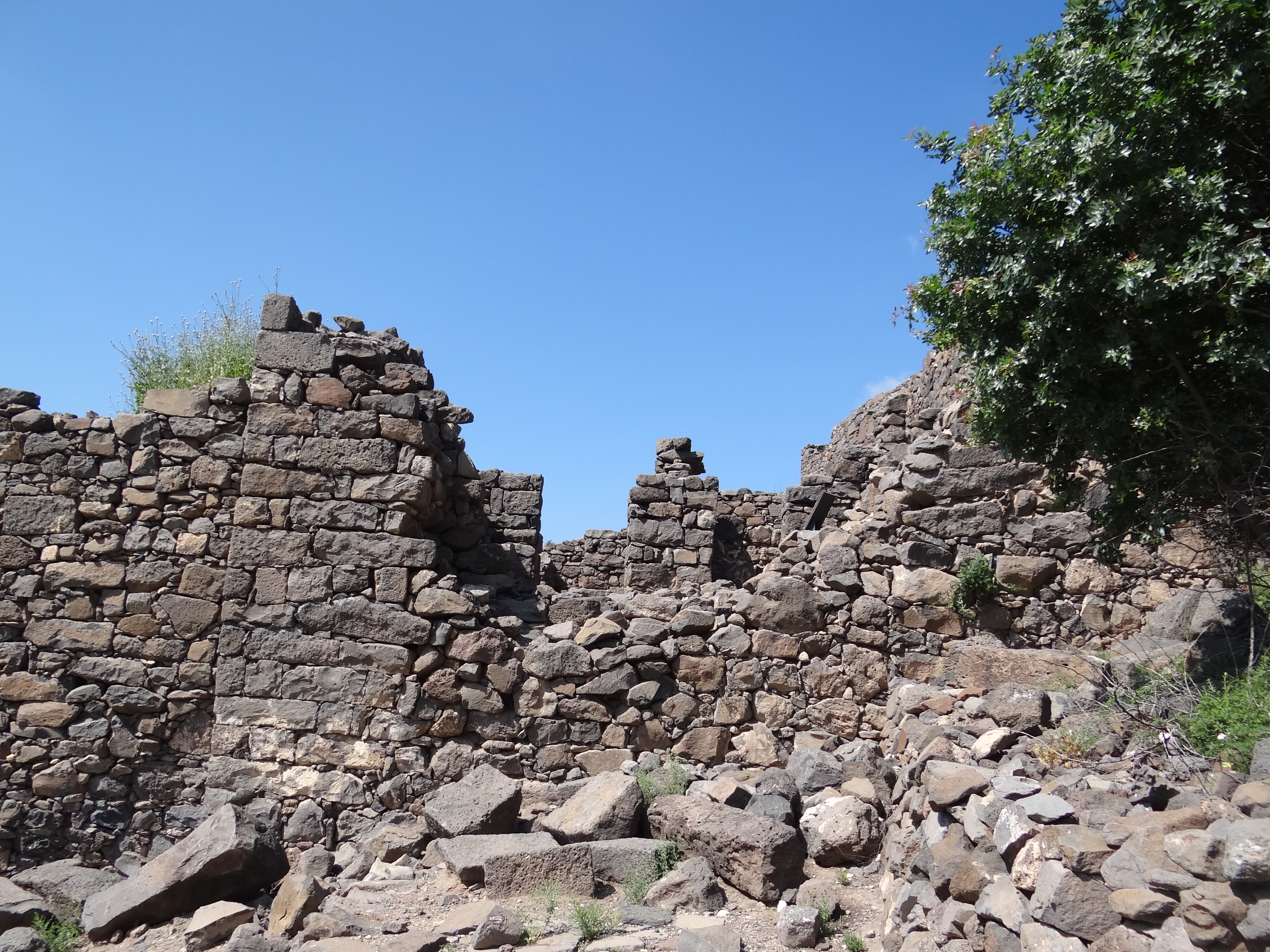
اختراق جدار المدينة

يعتبر هذا الجزء خيالى للغاية، ولكن دانى زيون قال: أنه من الممكن أن يحدث ذلك لان البرج لم يكن له وجود، حيث انه تم بناءه مدموغا على الصخور والتربة. ووفقا لفلافيا، في اليوم التالى 10 نوفمبر. مع تكرار محاولات الاقتحام نجح الرومان في تحطيم خط دفاع المدينة، وكانت مجزرة أدت إلى مقتل حوالى 4 الالاف شخص وفر الباقين إلى قمة التل. وقد سٌمعت صرخات الموت في انحاء المدينة وكان شى يٌدمى له القلب، وتدفقت الدماء على المنحدرات، وبعد أن فقد الكل الآمل في النجاة، هرع اليهود نسائهم وأطفالهم إلى الوديان الضيقة، ثم سقطت جمالا.
جوزيف فيليب – الحرب اليهودية
وبقى آمراتان فقط على قيد الحياة، اللتان تمكنا من إخفاء أنفسهم عن أنظار الجنود. توقفت المدينة عن الحياة، أنضم بعض جنود جمالا الذين نجحوا في الهروب من المدينة إلى الفصائل اليهودية المتمركزة في الصحراء.
قال دانى صهيون أن التاكيد الكامل على أنتحار سكان الجمالا يؤخذ عادة ماخد الشئ المفروغ منه من قبل عامة الناس، وانها بالنسبة لى تعتبر مساله شك، كما قال دانى كان هناك مكان واحد فقط فارغ على التل، والذي تستطيع أن تقفز منه إلى الوادى ولكن للوصول إلى الصخور والبقاء عليها كان صعبا للغاية خاصا للآلاف الشيوخ النساء والاطفال، وكان المكان يتسع للعشرات وليس الالاف أو حتى المئات. على عكس سكان مسعدة الذين كان لديهم الوقت الكافى تماما للأنتحار الجماعى، لم يكن لدى سكان جمالا اى فرصة في خضم المعركة اى فرصة لأنتحار مثل هذا. ربما قٌتل جزء من السكان أثناء محاولة الهروب والتدافع، ولكن لم يتم التاكيد على حدوث الانتحار الجماعى.

## التقديرات (التقييمات)
غالبا ما تتم مقارنة قصة الدفاع عن جمالا مع القصة التاريخية الأكثر شهرة (قلعة مسعدة)، حيث لم يكن لدى المدافعين عن المدينة ليس لديهم أي رغبة في الأستسلام إلى الرومان، لذك قاموا بالأنتحار. في بعض الأحيان يٌطلق على جمالا شمال مسعدة أو جولان مسعدة. ويؤكد دانى صهيون على أن قلعة مسعدة كانت قد بٌنيت في الأساس بغرض تحصين المدينة نفسها، حيث كانت مكان لإيواء مئات من عائلات الفصائل اليهودية، كان المكان هادئ بعض الشئ وكأن ليس هناك معركة جارية بالخارج.
كتب مناحيم ستيرن، أن الدفاع اليائس من جمالا وعدة مٌدن أخرى يهودية، قد أعطى أعجابا وأنطباعاٌ جيدا لدى مٌعاصرين تلك الأحداث ومن بعدهم.

## بحث وتحديد
كان موقع المدينة غير معلوم حتى عام 1968 م. وقد تم أكتشاف موقع للمدينة من قبل مجموعة من الباحثين عام 1845 م. ولكن فيما بعد أٌكتشف أنه موقع خاطئ. وأعتمدت الفروض على وصف موقع جمالا في الكتاب الرابع من كتب (الحرب اليهودية) جوزيف فلافيا.
تفاقم الأرتباك بسبب حقيقة أنه حتى عام 1909 م لم يتم تحديد الأصل والموقع التاريخى للمكان بشكل صحيح. ووفقا للوثيقة الموجودة من عام 1845م حتى نهاية عام 1870م، جمالا كانت تقع بالقرب من قلعة الحصن. المكان الذي تقع فيه حاليا المدينة القديمة يبوس (القدس) على الشاطئ الشرقى للبحيرة. ووفقا لوثيقة أخرى كانت جمالا في منطقة أخرى وهي بيت الكرك على الشاطئ الجنوبى.
بعد وقوع مرتفعات الجولان تحت سيطرة القوات الإسرائيلية في عام 1967م كنتيجة لما حدث في حرب الأيام الستة، بعد ذلك أٌرسلت إلى تلك المنطقة عدة بعثات اثرية، واحدة من تلك البعثات كانت قيادة إسحاق غال. وبقايا المدينة كانت متوافقة لوصف نصوص فلافيا، على الخرائط القديمة تٌسمى قمة الرأس أو دار السلام. 

## البحوث الأثرية
خلال الأعوام 1970-1980م جرت حفريات آثرية بشكل مكثف في جمالا، وقد أٌجريت الدراسة الأولى عام 1970م، وأكدت الآفتراضات الأولية حول أكتشاف جمالا وجودها الفعلى وبدأت الحفريات فعليا في عام 1976م. كانت أشهر الآبحاث عن جمالا تمت بواسطة عالم الحفريات الآسرائيلى شمارج جوتمان، الذي شارك في عملية الحفريات لمدة 14 عام (1976-1989م). بعد وفاة جوتمان، تم أستكمال عمله خلال أعوام 1997-2000 على يد كل من دانى صهيون وتشافى يبور. وقد واجهوا عدة صعوبات تتمثل في عدم أستخدام اى مكينات أثناء عمليات الحفريات والأكتشاف، ولكن كل شئ كان يتم يدوياٌ. في خلال الفترة الثانية ظهرت عدة أشياء أخرى إلى جانب البحوث الآثرية، وكانت تتمثل في: إنشاء المواقع السياحية، رصف الطرق، إعادة إعمار المدينة مرة أخرى، الخ.
في مساحة 45 فدان والتي كانت كفيلة لآقامة المدينة بحث العلماء في مناطق صغيرة أو منطقتين فقط غرب وشرق المستوطنات. حوالى 5 % من إجمالى المساحة.
أحد الألغاز التي لم تٌحل من قبل الباحثين هي عدم وجود عظام بشرية كاملة في اطلال المدينة المتبقية، على الرغم من حقيقة الموت الجماعى لسكان المدينة والفيلق الرومانى أيضا لا شك فيهما.
يعتقد دانى صهيون أن الرومان كانوا قد سمحوا لبعض اليهود بالعودة المؤقتة إلى جمالا من أجل دفن زملائهم الجنود أو أحراقهم كما جرت العادة في ذلك الوقت من الزمان. لم يتم العثور على أي مقابر للجنود، ولكن عثر على نظائرها في الأماكن الأخرى خاصاٌ في يوتابى، تجعلنا نفكر في افتراض دانى.

مخطط للموقع الآثرى للمدينة

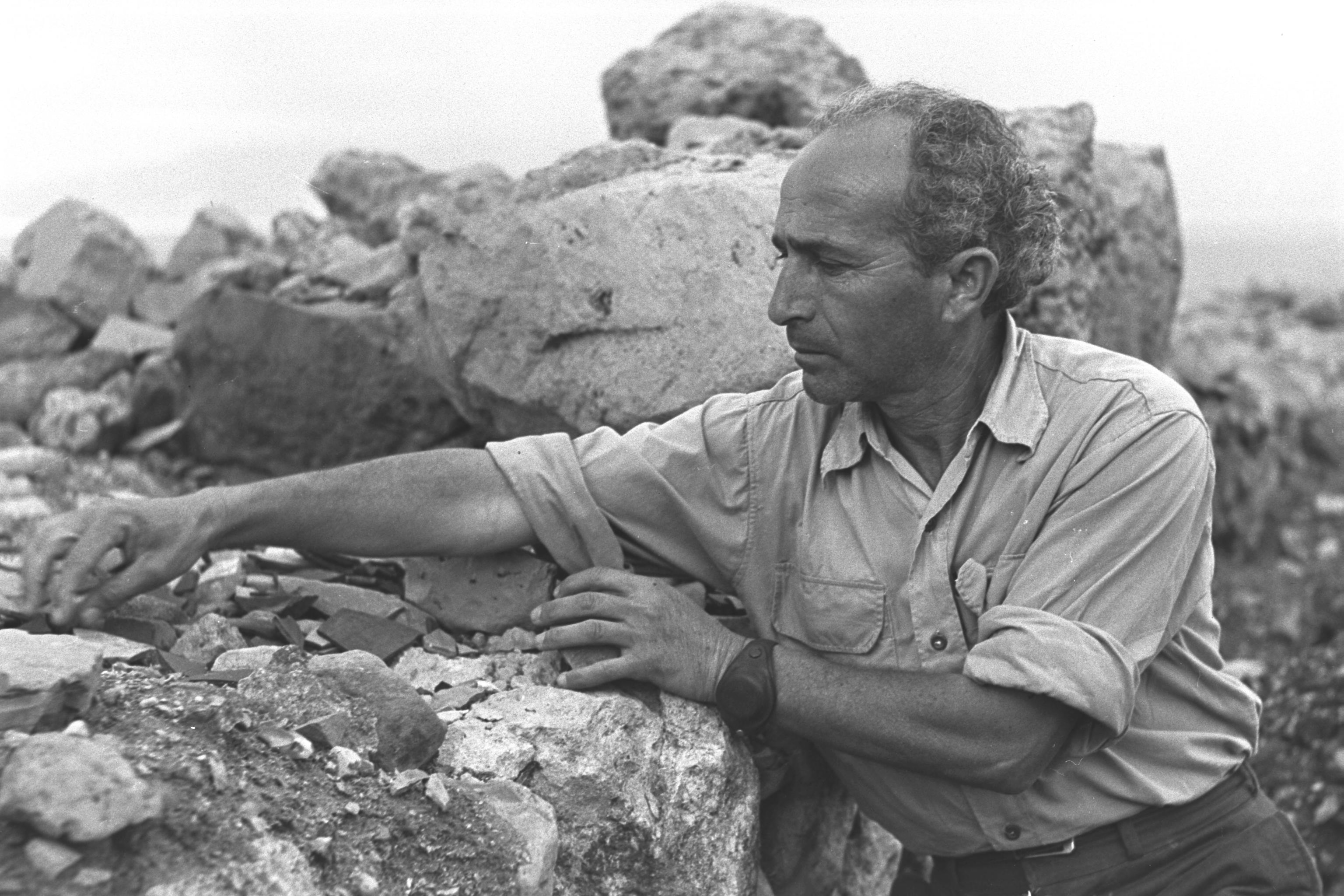
غوتمان أثناء بحثه في أحد المواقع الآثرية

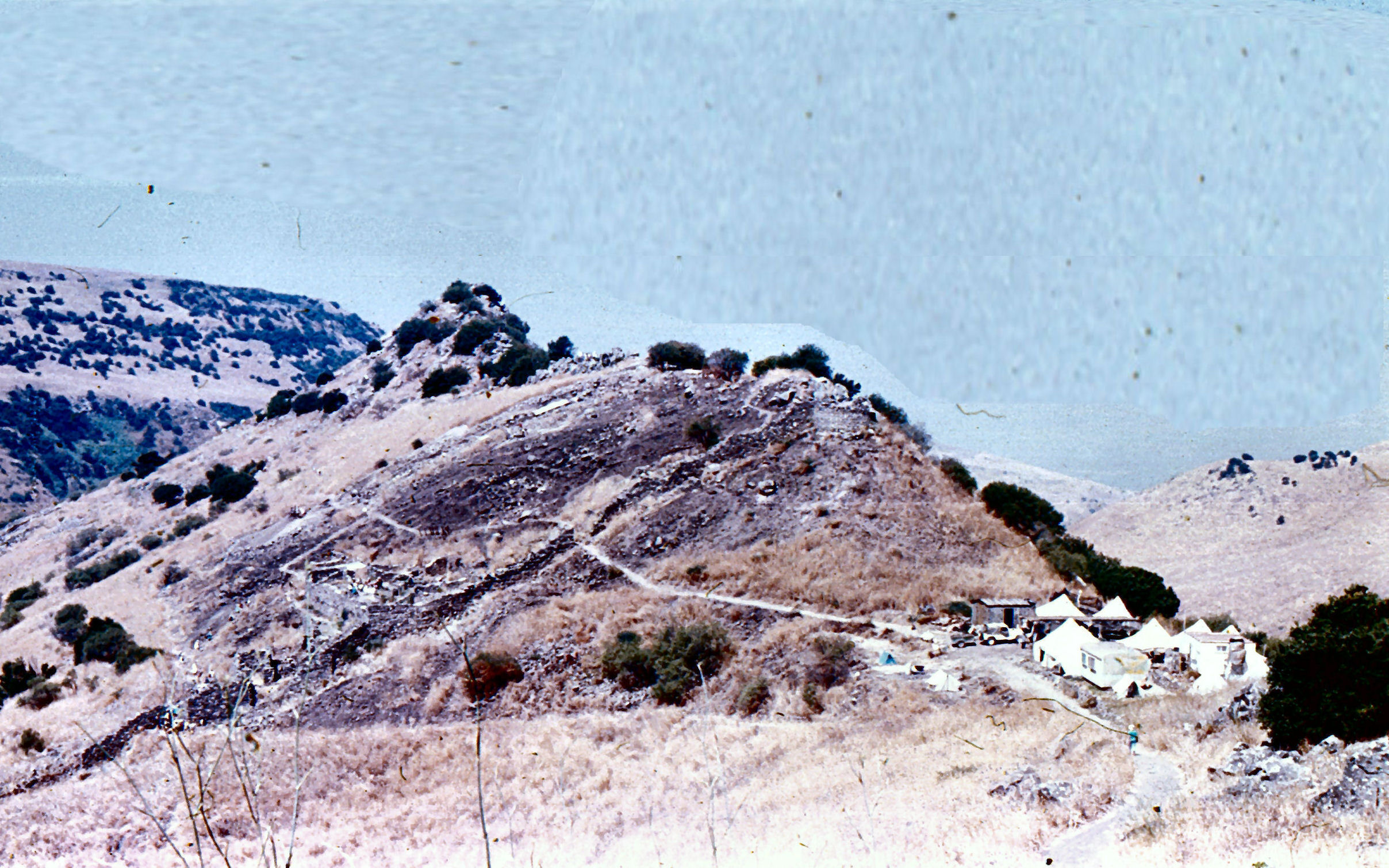
مخيم البعثة الآثرية للمدينة

## الأكتشافات الآثرية
أتاحت الأكتشافات الآثرية في جمالا الفرصة للمؤرخين من أجل دراسة حياة اليهود في أواخر فترة الهيكل الثانى. أثبتت الدراسات أنه على الرغم من النشاط التنموى في الجولان الذي بدأ في عهد السكندر يان. بدأ اليهود في الأستيطان هنا منذ وقت بعيد قبل الآن، على الأقل في القرن الثانى قبل الميلاد. كما يظهر ذلك من خلال العدد الكبير من القطع النقدية منذ عهد هيركانوس.
بالأضافة للقطع النقدية، وٌجد في جمالا كميات كبيرة من الأسلحة تعود لفترة الهيكل الثانى، وأيضا وجدت أشياء عدة على سبيل المثال المصابيح الزجاجية وشمعدان مينوراه والعديد من الأدوات المنزلية والمجوهرات.
الأكتشافات الآثرية الضخمة لمدينة جمالا تم إيضاعها في متحف لآثار الجولان بمدينة كتسرين.

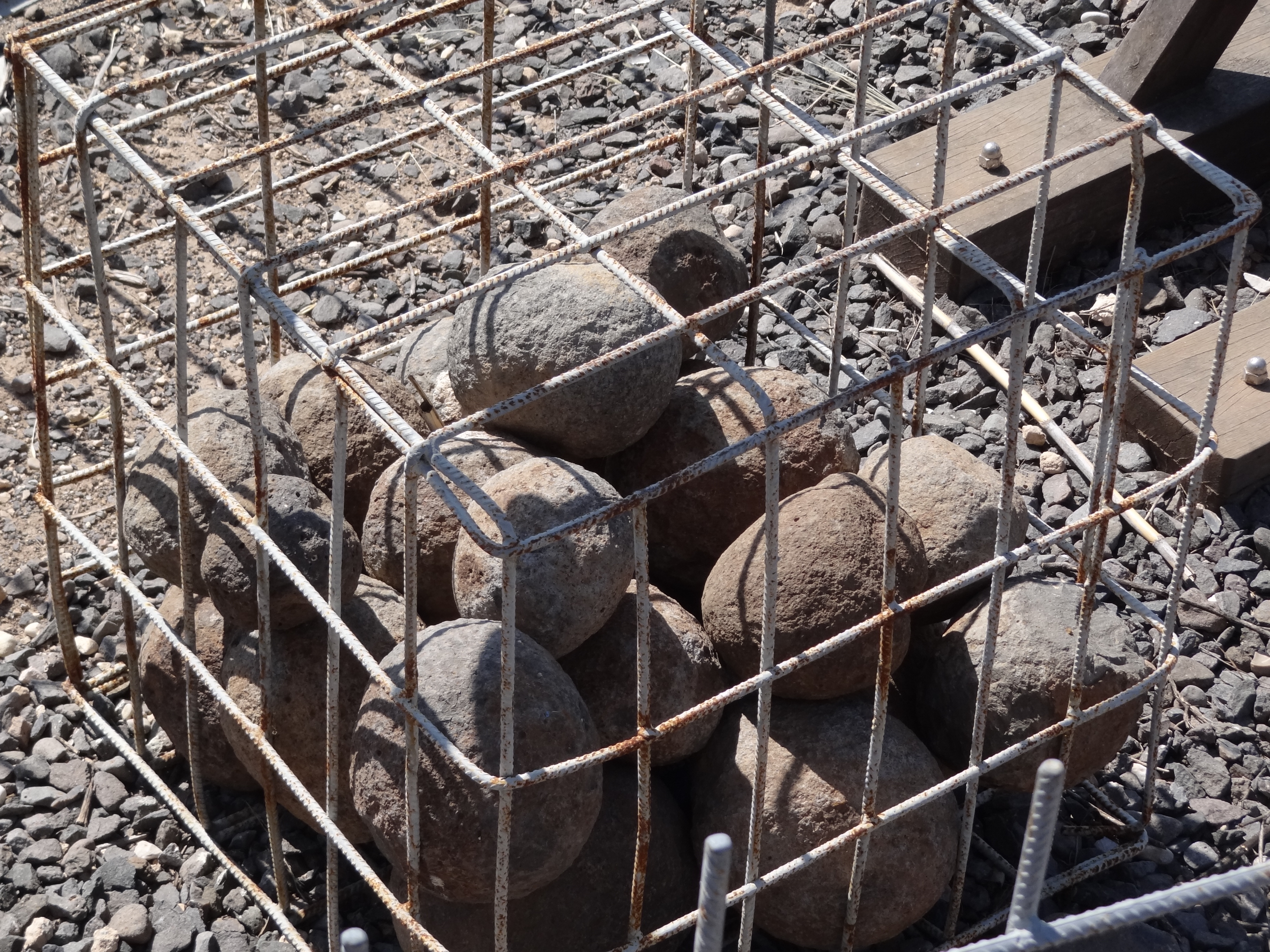

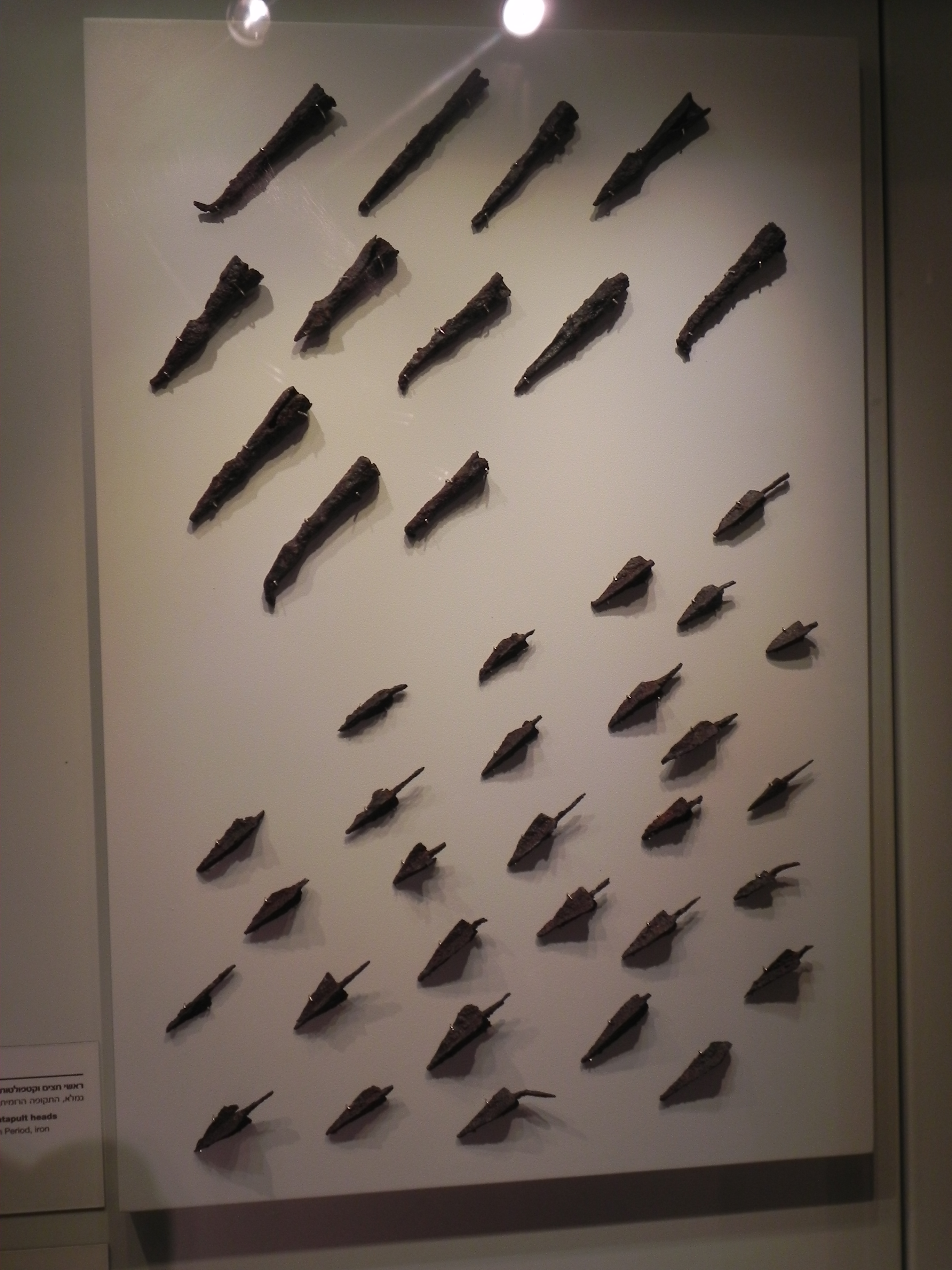

## الأسلحة
أحد أهم أسباب نجاح العلماء والباحثين هو أكتشاف كميات ضخمة من الأسلحة القديمة. أن أعداد الكرات الحجرية والسهام التي وجدها الباحثين قد سجلت رقم قياسى في أنحاء الإمبراطورية الرومانية حيث لم تسجل أرقام مثل أرقام مدينة جمالا في أي أرض رومانية أخرى، وتم حصر الأسلحة على النحو التالى: 2000 نوى بازلت،1600 نصل معدنى، وأجزاء من الخوذات، الدروع والعديد من الأسلحة الأخرى والمؤن العسكرية.

## العملات المعدنية
تم العثور على 6314 عملة معدنية من العملات القديمة في جمالا بما في ذلك العملات الخاصة، كان معظم العملات 6164 تم العثور عليهم خلال الـ 14 عام من الحفريات على يد جوتمان 1976-1989م، و 24 خلال أعمال الحفظ والترميم في الفترة من 1990-1991م، و126 خلال 4 مواسم من الحفريات التي جرت على يد كل من تشافى يبور ودانى صهيون 1997 – 2000م، 153 قطعة نقدية من جمالا في وقت لاحق وجدت أثناء البحث والجمع في كيبوتس ساسا.
ومن بين القطع النقدية التي عٌثر عليها. تظهر تلك الأحصائية.
النسبة المئوية	الكمية 	الفترة
62.5%	3964	الحشمونيين
14.7%	928	المدن الفينيقية
9.7%	610	السلوقيين
4.8%	304	هيرودا
6.6%	419	غيرمعلومة
1.4%	89	أخرى
ومن بين القطع النقدية المٌكتشفة: 9 قطعات نقدية منذ وقت الثورة ومن بين هولاء تم العثور على 7 في جمالا، واحدة في الأسكندرونة، وواحدة أخرى زٌعم أنها سٌرقت من جمالا نفسها على يد أحد الجامعين للعملات. العملة المعندية الخاصة بجمالا تم إيجادها في الأسكندرونة والتي توضح وتظهر أتصال المقاومين مع الجليل. المؤرخون ولاسيما دانى صهيون، يعقوب ميشور وديفيد أدلين قد ناقشوا حقيقة سك النقود المعندية خارج القدس.
كما قال: يوجين النبرغ، هذه الحقيقة تفتح أفاق واسعة للمؤرخين من أجل دراسة التاريخ الأجتماعى والأقتصادى للأنتفاضة، وأيضا دراسة حزب المتعصبون (طائفة يهودية) بأعتبارها تشكيل سياسى مستقل وذاتى. يشير الباحثون إلى أن النقوش الموجودة على العملات المعدنية تم صنعها على يد حرفيين غير مؤهلين لكتابة حروف التوليف والنصوص الآرامية: على جانب واحد نٌقش (الحرية)، والجانب الآخر (القدس الشريف).
وفـى كتابات شمارج جوتمان يقول: لم أكن أفهم، لماذا تحرك المدافعين تجاه القلعة، حتى عثرنا أثناء البحث على عملة معدنية تم سكها في المدينة المٌحاصرة والتي كان مكتوب عليها (خلاص القدس الشريف). وأعتقد المٌدافعين المدينة أن بإيقاف العدو في الجولان سوف تٌتاح الفرصة لهم لأنقاذ المدينة. غادر الرومان إلى القدس وبعد ثلاث سنوات من الحصار الدائم للمدينة سقطت.
ويعتقد دانى صهيون أن العملات المعدنية كان لها وظيفة ايديولوجية مهمة وخاصة وهي الترويج لفكرة النضال من أجل الحرية.

### المعبد القديم
أكتشف علماء الآثار في الجزء الشرقى للمدينة أنقاض معبد يهودى قديم (كنيس)، والذي كان يٌحازى الجدار الخارجى للقلعة، وكان على شكل مستطيل طوله 25.5 م وعرضه 17م، يوجد 4 صفوف من المقاعد الحجرية بطول المعبد، وأعمدة في وسط القاعة دعمت سقف المكان، وتلك هي السمة المٌميزة لشكل المعابد اليهودية في الجليل. الفناء واسع الخطوات يتجه إلى مدينة كميكف. على الرغم من أن معظم المعابد بٌنيت أبوابها باتجاه القدس الشريف. في جمالا يٌفتح باب المعبد باتجاه الجنوب الشرقى، وربما ذلك بسبب صعوبة التضاريس وجغرافيا المكان.
وفي الوقت ذاته، المعبد كان موجود قبل تدمير الهيكل الثانى عام 70م، ويعتبر ذلك الوقت توضيح هام للمؤرخين لاقرب فترة تم فيها بناء معابد خاصة باليهود.
كان يٌعتقد في الوقت السابق أنها بٌنيت في القرن الأول قبل الميلاد.
ويعتبر هذا أقدم معبد يهودى في إسرائيل.
ويعتقد ستيفن فاين أن المعبد قد بٌنى بعد سنة 40 قبل الميلاد.
في عام 2012 تحدى اورى تسفى ماعوز تلك التواريخ والأحداث، ويقول أن المعبد بٌنى حوالى 50 عام بعد بناء مكيف، وفي رأيه أنه قد تم تحويل المكان إلى معبد في عام 67م وقبل ذلك كان خزن للمياه.
وكجزء من إعادة إعمار مدينة جمالا قام العلماء بإنشاء نموذج ثلاثى الأبعاد لمعبد جمالا.

## جمالا في القرن 21
عام 2003، تأسست على أراضى المدينة القديمة محمية طبيعية كبيرة تحمل نفس الأسم ومفتوحة لجميع السياح.وتقع محطة خاصة لمراقبة النسور على أعلى شلال في إسرائيل، على أنقاض مستوطنة بيزنطية والعديد من الدولمين من العصر الحجرى الحديث.
في الوقت الحالى وعلى أراضى جمالا معبد يهودى آخر يقوم بزيارته اليهود عند قضاء بار متسفا.
في مايو 2010، عانت المدينة القديمة جراء حرائق الغابات الضخمة، وحرائق أخرى نتيجة إلقاء قذائف خلال مناورات عسكرية.
يرددون في إسرائيل عبارة ما تقول (جمالا الأخرى لن تسقط).وهذا يعنى، أن السيطرة على مرتفعات الجولان هو شئ مهم للغاية وله أهمية أستراتيجية خاصة لأمن إسرائيل القومى. وظهرت تلك الجملة خاصاُ في انتخابات 2009، عندما قالها زعيم حزب الليكود بنيامين نتانياهو، بحجة أنه من المستحيل إعطاء الجولان إلى سوريا.

### جمالا في الأدب
ظهرت المدينة كموطن ليشوعا في رواية (المعلم ومارغريتا) للأديب ميخائيل بولغاكوف. عندما سأل القاضى السجين، ماهو موطنك ؟
أجاب المحكوم عليه جمالا ورأسه تشير إلى هناك، في مكان بعيد ما في الشمال، وهناك مدينة جمالا.